# Přístavní 5 (Praha)
Karel Mareda, stavební zámečnictví je původně průmyslový objekt č. p. 1341 v Praze 7 - Holešovicích, Přístavní ulice č. o. 5. Objekt byl v roce 2001 přestavěn na předváděcí prostor nábytkářské firmy. Od roku 2002 slouží jako sídlo achitektonické kanceláře D3A.

## Dějiny
Továrna na stavební kování Karla Maredy byla postavena ve dvacátých letech 20. století stavební firmou Františka Brože podle jeho vlastního projektu. Stavba byla dokončena v roce 1926. Budova měla tvar "U". V uličním traktu se nacházely dílny, ve dvorním traktu skladiště a ve spojovacím traktu byla kovárna. V padesátých létech 20. století zde sídlila firma Kovodílo.

## Rekonstrukce
V roce 2001 proběhla přestavba objektu podle projektu architektonického studia Olgoj Chorchoj na předváděcí prostor nábytkářské firmy Konsepti. Tento prostor pak od roku 2002 slouží jako kancelář architektonického ateliéru D3A.